# Коллективное управление авторскими и смежными правами
Коллекти́вное управле́ние а́вторскими и сме́жными права́ми — существующий в большинстве развитых[прояснить] стран мира порядок практической реализации исключительных авторских и смежных прав через систему организаций по управлению авторскими и смежными правами на коллективной основе.
Применяется в случаях, когда осуществление авторских и смежных прав авторами, исполнителями, изготовителями фонограмм и их правопреемниками в индивидуальном порядке затруднено или когда законом допускается использование объектов авторских и смежных прав без согласия правообладателей, но с выплатой им вознаграждения.
Первые объединения авторов в авторские общества возникли именно в сфере публичного исполнения драматических и музыкально-драматических произведений. Однако о полноценной системе коллективного управления авторскими правами можно говорить только в том случае, если она охватывает ещё и сферу публичного исполнения музыкальных недраматических произведений.
Во Франции к 1850 г. были заложены основы создания Центрального агентства по защите прав авторов и композиторов, которое 28 февраля 1851 г. преобразовалось в общество по коллективному управлению авторскими правами - организацию авторов, композиторов и музыкальных издателей (SACEM). Эта организация существует и по сей день, являясь одним из крупнейших обществ по коллективному управлению авторскими правами в мире. Созданию этой организации предшествовала череда судебных процессов, в которых авторы отстаивали своё право на получение справедливого вознаграждения за использование их произведений.
Вслед за Францией такие организации были созданы почти во всех европейских и некоторых других странах мира. Процесс становления системы коллективного управления авторскими правами в мире начался в первой половине XIX века, что связано, прежде всего, с появлением новой техники, создающей возможность использования произведений в массовом порядке, и завершился в первые десятилетия XX века.

## История коллективного управления в России

### Дореволюционный период
До 2-й половины XIX века в России любой владелец театра (или антрепренёр) мог ставить пьесу и не платить за неё авторское вознаграждение (за исключением императорских театров, которые выплачивали авторам гонорары).
28 ноября 1870 года на квартире переводчика В. И. Родиславского в г. Москве состоялось первое заседание драматургов. На этом заседании было решено не позволять ставить в театрах пьесы без согласия авторов или лиц, уполномоченных авторами. Одновременно было учреждено «Собрание русских драматических писателей».

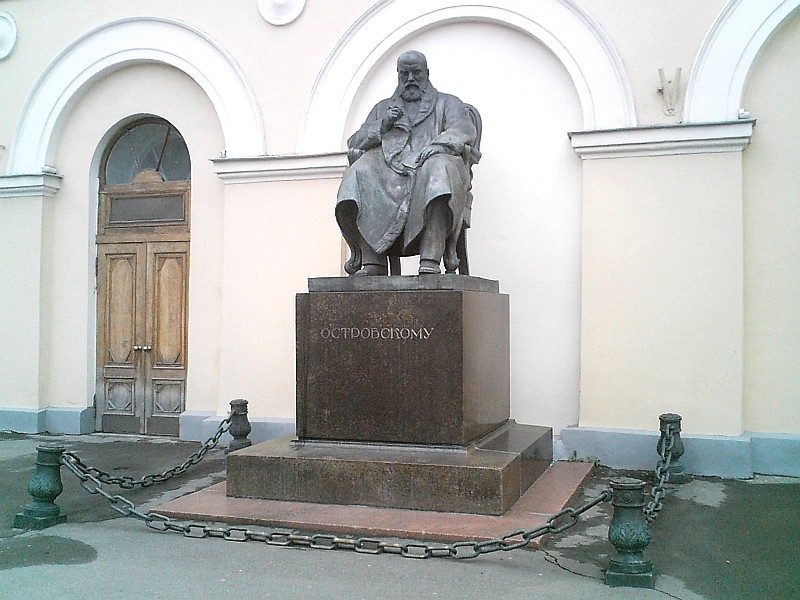
Памятник Островскому у Малого театра в Москве

На его основе 21 октября 1874 года создано «Общество русских драматических писателей», ставшее первым в истории России авторско-правовым обществом. Председателем Общества был избран А. Н. Островский. В момент основания в Общество входил 81 член, в том числе А. К. Толстой, И. С. Тургенев и Н. С. Лесков.
21 октября 1874 года состоялось собрание учредителей Общества русских драматических писателей (г. Москва). Согласно его уставу основной целью деятельности Общества стала охрана принадлежащего по закону русским драматическим писателям и переводчикам права самим разрешать публичное исполнение своих произведений. Каждый новый член этой организации обязан был передать Обществу право выдавать разрешения на исполнение своих пьес. Охрана предоставлялась только оригинальным и переводным драматическим произведениям.
С 21 октября 1875 года в члены Общества стали приниматься композиторы, авторы опер и балетов. В название Общества вносится изменение — теперь оно именуется Обществом русских драматических писателей и оперных композиторов (ОРДП и ОК).
Во всех городах, где существовали театры, собрания, клубы, назначались агенты Общества из числа образованных людей вне зависимости от их специальности. С каждым плательщиком авторского гонорара (владельцем театра, собрания, клуба) агент Общества заключал соглашение, в соответствии с которым устроитель спектаклей давал подписку об исправной выплате авторского гонорара. Если антрепренёр переставал платить авторский гонорар, агент имел право через нотариуса запретить ему постановку пьес, принадлежащих членам Общества.
Общество собирало авторский гонорар за исполнение пьес и опер его членов, организовывало работу по их распространению, проводило судебные дела, укреплявшие его правовые позиции. Начисление авторских гонораров за концертные программы Уставом организации не предусматривалось и не осуществлялось.
В 1904 году из-за возникших противоречий Общество разделилось на Московское общество драматических писателей и композиторов (МОДПИК) и Союз драматических и музыкальных писателей (ДРАМСОЮЗ) с центром в Санкт-Петербурге.

### Советский период
В 1930 году Московское общество драматических писателей и композиторов (МОДПИК) и Союз драматических и музыкальных писателей (ДРАМСОЮЗ) объединились во Всероссийское общество драматургов и композиторов (Всероскомдрам), которое в 1933 г. было переименовано в Управление по охране авторских прав при Союзе писателей.
В 1938 году оно стало Всесоюзным управлением по охране авторских прав (ВУОАП), так как в него влились организации Белоруссии, Украины, Закавказья и Средней Азии. В 1934 году образовалось Управление по охране авторских прав Союза художников СССР (УОАП).
В 1973 году в СССР на базе ВУОАП и УОАП создано Всесоюзное агентство по авторским правам (ВААП), предложение о создании которого было одобрено постановлением Совета Министров СССР N 588 от 16 августа 1973 г. Учредителями ВААП выступили 13 организаций, в число которых вошли практически все творческие союзы авторов, некоторые министерства и ведомства и ряд организаций-пользователей произведений авторов. ВААП представляло собой общественную организацию, конференция учредителей которой состоялась 20 сентября 1973 года. Однако фактически эта организация выполняла функции органа государственного управления в сфере реализации авторских прав.
В конце 80-х годов в связи с изменениями в государстве и действующем законодательстве по вопросам интеллектуальной собственности возникла необходимость преобразования ВААП. 14 мая 1991 года Постановлением Кабинета Министров СССР N 242 принято предложение ВААП о преобразовании этой организации в Государственное агентство СССР по авторским и смежным правам (ГААСП), на которое было возложено обеспечение соблюдения прав и законных интересов обладателей авторских и смежных прав.

### Постсоветский период
В связи с распадом СССР были предприняты попытки создать российскую организацию, которая выполняла бы функции ВААП. 03.02.1992 г. Постановлением Президиума Верховного Совета РФ №2275-1 ГААСП был упразднен и создано в форме общественного объединения Всероссийское агентство по авторским правам (ВААП).
24 апреля 1992 года данное Постановление, а также акты, принятые во исполнение его, утратили силу в соответствии с Постановлением Президиума Верховного Совета РФ №2726-1 от 23.04.1992 г..
28 апреля 1992 года Постановлением Конституционного суда РФ Постановление Президиума Верховного Совета РФ «О Всероссийском агентстве по авторским правам» №2275-1 от 03.02.1992 г. признано не соответствующим Конституции РФ по следующим основаниям:
1) законодательством РФ Президиуму Верховного Совета РФ ни прямо, ни косвенно не была предоставлена возможность принятия решения по вопросам создания, преобразования или ликвидации общественных объединений, определения их функций, прав и обязанностей,
2) ВААП предоставлялась возможность действовать в качестве «законного представителя» автора, то есть ограничивались конституционные права автора,
3) одобрялось создание особых (монопольных) условий для осуществления ВААП своей деятельности и ограничивалась возможность создания других подобных организаций,
4) Президиум Верховного Совета РФ не был уполномочен делегировать ВААП право осуществления некоторых государственных функций.
Таким образом, по мнению Конституционного суда РФ, были допущены отступления от статей 7, 49, 113 и 114 Конституции РФ, нарушены положения ч. 2 ст. 17 и ч. 2 ст. 45 Конституции РФ.
В соответствии со ст. 65 Закона РСФСР «О Конституционном суде РСФСР» Постановление Президиума Верховного Совета РФ №2275-1 от 03.02.1992 г. утратило силу и стало считаться недействующим. Правоотношения, возникшие на основании данного Постановления Президиума Верховного Совета РФ, были приведены к состоянию, существовавшему до его издания.
Указом Президента РФ №184 от 24.02.1992 г. ГААСП также было упразднено и образовано в качестве федерального ведомства Российское агентство интеллектуальной собственности (РАИС) при Президенте РФ. РАИС должно было осуществлять государственную политику в сфере литературы, искусства, науки и иной интеллектуальной деятельности.
С принятием Закона РФ №5351-1 от 09.07.1993 г. «Об авторском праве и смежных правах» (далее Закона), раздел IV которого впервые регламентировал вопросы коллективного управления авторскими правами, необходимо связывать появление в России организаций, которые стали осуществлять коллективное управление авторскими правами в полном соответствии со складывающейся в мире практикой формирования и деятельности подобных организаций.
В связи с принятием Закона Указом Президента РФ №1607 от 07.10.1993 г. Российское агентство интеллектуальной собственности было упразднено и одобрено создание 12 августа 1993 г. авторами, имеющими договоры с РАИС об управлении их имущественными правами, Российского авторского общества (РАО) в статусе общественной организации с целью реализации и защиты авторских прав. Данным указом РАО признано правопреемником РАИС.
В середине 1990-х годов появились первые в истории России организации, созданные обладателями смежных прав: Российское общество по смежным правам (РОСП), Российское общество по управлению правами исполнителей (РОУПИ), Российская фонографическая ассоциация (РФА), а также Российское общество прав в аудиовизуальной сфере (РОПАС).
С целью формирования системы коллективного управления в Интернете в 2000 году было учреждено Российское общество по мультимедиа и цифровым сетям (РОМС), а в 2005 году Федерация правообладателей по коллективному управлению Авторскими правами при использовании произведений в Интерактивном Режиме (ФАИР).
После вступления в силу 4-й части Гражданского кодекса РФ, значительно ограничившего правоспособность организаций, не получивших государственную аккредитацию на соответствующий вид деятельности, активность всех перечисленных обществ заметно снизилась.
В 2008—2009 годах были образованы Партнёрство по защите и управлению правами в сфере искусства «УПРАВИС» (коллективное управление правом следования), Всероссийская Организация Интеллектуальной Собственности (ВОИС, коллективное управление правами исполнителей и изготовителей фонограмм) и Российский Союз Правообладателей (РСП).
В феврале 2012 года известными архитекторами, дизайнерами, художниками, скульпторами Южного Федерального Округа РФ и другими авторами произведений искусства, науки и литературы, членами Союза художников России, Союза Архитекторов России, Союза дизайнеров России, Союза писателей России, Творческого Союза художников России была создана Ростовская областная общественная организация по коллективному управлению авторскими правами (РООО КУАП) "Авторский Союз "BONA FIDES", которая в апреле 2012 года была зарегистрирована Министерством юстиции РФ.

#### Конфликты и скандалы вокруг коллективного управления правами
Российская практика коллективного управления правами стала источником нескольких длительных конфликтов, носивших не только медийный, но и судебный, а также уголовный характер. 
В период до принятия части IV ГК РФ регуляция этой сферы в России сводилась к тому, что любая желающая общественная организация могла объявить себя коллективным управляющим правами и начать раздавать лицензии на использование произведений безо всякого согласования с правообладателями.
По мере развития технологий Интернет такое положение дел привело к тому, что в России была легализована работа онлайн-магазинов, торгующих музыкой и фильмами без прямого согласия правообладателей. В силу того, что торговля осуществлялась трансгранично и была, в основном, ориентирована на западную аудиторию, это привело к длительному конфликту с рядом западных бизнес-структур. Под их давлением в условия вступления России в ВТО были внесены положения, обязывающие Россию изменить законодательство в этой сфере. Они были реализованы путём радикальной реформы законодательства, которая ввела государственную аккредитацию организаций по управлению коллективными правами.

## Правовые основы коллективного управления авторскими и смежными правами в России
Коллективное управление авторскими и смежными правами в России регулируется статьями 1242—1244 Гражданского кодекса РФ. В соответствии с пунктом 1 статьи 1242 ГК РФ, организации по управлению правами на коллективной основе (ОКУ) — некоммерческие организации, основанные на членстве. ОКУ действуют на основании полномочий, полученных непосредственно от правообладателей по соответствующим договорам или через другие, в том числе, иностранные ОКУ.
В пункте 1 статьи 1244 ГК РФ перечислены 6 сфер коллективного управления, в которых ОКУ может получить государственную аккредитацию:
1) управление исключительными правами на обнародованные музыкальные произведения (с текстом или без текста) и отрывки музыкально-драматических произведений в отношении их публичного исполнения, сообщения в эфир или по кабелю, в том числе путём ретрансляции (подпункты 6 — 8 пункта 2 статьи 1270 ГК РФ);
2) осуществление прав композиторов, являющихся авторами музыкальных произведений (с текстом или без текста), использованных в аудиовизуальном произведении, на получение вознаграждения за публичное исполнение или сообщение в эфир или по кабелю такого аудиовизуального произведения (пункт 3 статьи 1263 ГК РФ);
3) управление правом следования в отношении произведения изобразительного искусства, а также авторских рукописей (автографов) литературных и музыкальных произведений (статья 1293 ГК РФ);
4) осуществление прав авторов, исполнителей, изготовителей фонограмм и аудиовизуальных произведений на получение вознаграждения за воспроизведение фонограмм и аудиовизуальных произведений в личных целях (статья 1245 ГК РФ);
5) осуществление прав исполнителей на получение вознаграждения за публичное исполнение, а также за сообщение в эфир или по кабелю фонограмм, опубликованных в коммерческих целях (статья 1326 ГК РФ);
6) осуществление прав изготовителей фонограмм на получение вознаграждения за публичное исполнение, а также за сообщение в эфир или по кабелю фонограмм, опубликованных в коммерческих целях (статья 1326 ГК РФ).
Государственная аккредитация предоставляется приказом Руководителя Росохранкультуры.
Согласно пункту 7 статьи 1244 ГК РФ Типовой устав ОКУ утверждается в порядке, определяемом Правительством РФ. Такой типовой устав, утвержден Минкультуры России в феврале 2008 года.

## Российские ОКУ, имеющие государственнуюаккредитацию
В 2008—2010 годах государственная аккредитация была предоставлена следующим ОКУ:
- Российскому Авторскому Обществу — в отношении сфер коллективного управления авторскими правами, предусмотренных подпунктами 1 и 2 пункта 1 ст. 1244 ГК РФ[14];
- Некоммерческому партнёрству «УПРАВИС» — в отношении сферы коллективного управления авторскими правами, предусмотренной подпунктом 3 пункта 1 ст. 1244 ГК РФ;
- Российскому Союзу Правообладателей — в отношении сферы коллективного управления авторскими и смежными правами, предусмотренной подпунктом 4 пункта 1 ст. 1244 ГК РФ[15][16];
- Всероссийской Организации Интеллектуальной Собственности — в отношении сфер коллективного управления смежными правами, предусмотренных подпунктами 5 и 6 пункта 1 ст. 1244 ГК РФ[17].

## Правовые акты
- Гражданский Кодекс РФ (Часть 4) от 18.12.2006 N 230-ФЗ (принят ГД ФС РФ 24.11.2006)